# Rio Niágara
O rio Niágara é um rio que corre do Lago Erie até o Lago Ontário, num sentido de sul (montante) a norte (jusante). O rio age como uma fronteira natural entre o Canadá (província de Ontário), a oeste, e os Estados Unidos (Estado de Nova Iorque), a leste. No rio encontram-se as muito conhecidas Cataratas do Niágara.
Existem diferentes teorias quanto à origem do nome do rio. De acordo com o estudioso iroquoiano Bruce Trigger, Niagara é derivado do nome dado a um ramo da Confederação Neutra nativa residente localmente, que são descritos como sendo chamados de povo Niagagarega em vários mapas franceses da área do final do século XVII. De acordo com George R. Stewart, vem do nome de uma cidade iroquesa chamada Ongniaahra, que significa "ponto de terra cortado em dois".
O rio, que ocasionalmente é descrito como um estreito, tem cerca de 58 km (36 mi) de comprimento e inclui as Cataratas do Niágara em seu curso. As cataratas moveram-se aproximadamente 11 km (6,8 mi) rio acima da escarpa do Niágara nos últimos 12 000 anos, resultando em um desfiladeiro abaixo das cataratas. Hoje, o desvio do rio para geração elétrica reduziu significativamente a taxa de erosão. A queda total na elevação ao longo do rio é de 99 m (325 pés). O Niagara Gorge se estende a jusante das Cataratas e inclui o Niagara Whirlpool e outra seção de corredeiras.
As usinas de energia no rio incluem as Centrais Hidrelétricas Sir Adam Beck (construídas em 1922 e 1954) no lado canadense, e a Usina Elétrica Robert Moses Niagara (construída em 1961) no lado americano. Juntos, eles geram 4,4 gigawatts de eletricidade. O International Control Works, construído em 1954, regula o fluxo do rio. Os navios nos Grandes Lagos usam o Welland Canal, parte do Saint Lawrence Seaway, no lado canadense do rio, para contornar as Cataratas do Niágara.
O rio Niágara também apresenta duas grandes ilhas e inúmeras ilhas menores. Grand Island e Navy Island, as duas maiores ilhas, estão nos lados americano e canadense do rio, respectivamente. Goat Island e a minúscula Luna Island dividem as Cataratas do Niágara em três seções, Horseshoe Falls, Bridal Veil Falls, e American Falls. Unity Island fica mais a montante, ao lado da cidade de Buffalo.

O rio Niágara e seus afluentes, o riacho Tonawanda e o rio Welland, faziam parte da última seção do canal Erie e do canal Welland. Depois de deixar Lockport, Nova York, o Canal Erie segue para o sudoeste até entrar no Tonawanda Creek. Depois de entrar no rio Niágara, as embarcações seguem para o sul até a eclusa final, onde uma pequena seção do canal permite que os barcos evitem as turbulentas águas rasas na entrada do rio e entrem no Lago Erie. Os canais de Welland usaram o rio Welland como uma conexão com o rio Niagara ao sul das cataratas, permitindo que o tráfego de água reentrasse com segurança no rio Niagara e seguisse para o lago Erie.